# MLS All-Star Game de 2000
A partida MLS All-Star de 2000 foi a quinta edição, o jogo envolveu as principais estrelas da Major League Soccer. A equipe da Conferência Leste enfrentou a Conferência Leste no Columbus Crew Stadium, Columbus, em 29 de julho de 2000. A Conferência Leste venceu o jogo por 9-4. O atacante da Conferência Leste Mamadou Diallo foi nomeado como o melhor jogador da partida. Paul Tamberino arbitrou o jogo, que foi acompanhado por 23.495 torcedores.

## Detalhes
| 29 de julho | Conferência Oeste                                          | 4 – 9  | Conferência Leste | Columbus Crew Stadium, Columbus         |
|             | Razov 17', 22' · Mauricio Cienfuegos 19' · Piotr Nowak 44' | Report | 2' Mathis · 36' Moreno · 39' Valencia · 51' Mark Chung · 59', 61' Mamadou Diallo · 65' Heaps · 67' Dante Washington · 76' McBride | Público: 23 495 Árbitro: Paul Tamberino |

| CONFERÊNCIA OESTE: |  |                     |  |     |     |     |
|                    |  |                     |  |     |     |     |
| GO                 |  | Tony Meola          |  | 46' | 80' |     |
| DE                 |  | Robin Fraser        |  | 46' |     |     |
| DE                 |  | Greg Vanney         |  |     |     |     |
| DE                 |  | Marcelo Balboa      |  |     |     |     |
| MC                 |  | Cobi Jones          |  | 46' |     |     |
| MC                 |  | Preki               |  | 67' |     |     |
| MC                 |  | Mauricio Cienfuegos |  |     |     |     |
| MC                 |  | Piotr Nowak         |  |     |     |     |
| MC                 |  | Chris Armas         |  | 32' |     |     |
| AT                 |  | Ante Razov          |  | 46' |     |     |
| AT                 |  | Khodadad Azizi      |  | 46' | 67' | 80' |
| Substitutos:       |  |                     |  |     |     |     |
| GO                 |  | Zach Thornton       |  | 46' |     |     |
| DE                 |  | Peter Vermes        |  | 46' |     |     |
| MC                 |  | Chris Henderson     |  | 46' |     |     |
| MC                 |  | Dario Brose         |  | 46' |     |     |
| MC                 |  | Matt McKeon         |  | 32' |     |     |
| AT                 |  | Jason Kreis         |  | 46' |     |     |
| AT                 |  | Ariel Graziani      |  | 46' |     |     |
| AT                 |  | Luis Hernández      |  | 46' |     |     |
| Técnico:           |  |                     |  |     |     |     |
|                    |  |                     |  |     |     |     |

| CONFERÊNCIA LESTE: |  |                   |  |     |     |
|                    |  |                   |  |     |     |
| GO                 |  | Mike Ammann       |  | 46' | 88' |
| DE                 |  | Eddie Pope        |  | 32' |     |
| DE                 |  | Lothar Matthäus   |  | 46' |     |
| DE                 |  | Jeff Agoos        |  | 34' |     |
| MC                 |  | John Harkes       |  |     |     |
| MC                 |  | Clint Mathis      |  | 46' |     |
| MC                 |  | Steve Ralston     |  | 34' |     |
| MC                 |  | Carlos Valderrama |  |     |     |
| MC                 |  | Mark Chung        |  | 88' |     |
| AT                 |  | Jaime Moreno      |  | 46' |     |
| AT                 |  | Adolfo Valencia   |  | 46' |     |
| Substitutos:       |  |                   |  |     |     |
| GO                 |  | Scott Garlick     |  | 46' |     |
| DE                 |  | Mike Clark        |  | 32' |     |
| DE                 |  | Jay Heaps         |  | 46' |     |
| DE                 |  | Mike Petke        |  | 34' |     |
| MC                 |  | Pablo Mastroeni   |  | 34' |     |
| AT                 |  | Mamadou Diallo    |  | 46' |     |
| AT                 |  | Brian McBride     |  | 46' |     |
| AT                 |  | Dante Washington  |  | 46' |     |
| Técnico:           |  |                   |  |     |     |
|                    |  |                   |  |     |     |

Melhor em Campo:
 Mamadou Diallo (Conferência Leste)